# Peter Bloetzer
Peter Bloetzer, né le 16 septembre 1933 à Brigue (originaire de Viège, Ferden et Wiler) et mort le 11 octobre 2018 à Viège, est une personnalité politique suisse, membre du Parti chrétien-social du Haut-Valais. Il est député du canton du Valais au Conseil des États de 1991 à 1999.

## Biographie
Peter Bloetzer naît le 16 septembre 1933 à Brigue. Il est originaire de Viège, Ferden et Wiler, trois communes valaisannes. Il est le fils de Johann Bloetzer, directeur de l'École d'agriculture de Viège, et de Martha Müller.
Il étudie à l'École polytechnique fédérale de Zurich où il obtient un diplôme d'ingénieur en 1959. Il travaille à New York de 1963 à 1965. En 1970, il devient directeur de son propre bureau à Viège. Il est colonel dans l'armée suisse.
Il meurt le 11 octobre 2018 à Viège.

## Parcours politique
Membre du Parti chrétien-social du Haut-Valais, Peter Bloetzer est élu au Conseil communal de Viège en 1969. En 1977, il devient président de la commune et le reste jusqu'en 1992. C'est pendant son mandat de président qu'est construit le Centre de congrès et de culture. En décembre 1992, à la suite de son élection au Conseil des États, il ne se représente pas à la présidence et la démocrate-chrétienne Ruth Kalbermatten qui lui succède. Parallèlement, il est député au Grand Conseil du canton du Valais de 1971 à 1991.
Lors des élections fédérales de 1987, il est candidat au Conseil national, mais est devancé par son collègue de parti Franz Hildbrand. Le 27 octobre 1991, il est élu au Conseil des États, obtenant 38 805 voix contre 23 562 au socialiste Peter Bodenmann. Il y siège pendant deux législatures, jusqu'en 1999. Il préside la Commission de politique extérieure de 1995 à 1997. Il s'engage pour l'intégration européenne de la Suisse et soutient l'adhésion à l'Organisation des Nations unies. Il intervient également régulièrement pour défendre les intérêts des régions périphériques. Il siège à l'Assemblée parlementaire du Conseil de l'Europe de 1991 à 1999 et en est le vice-président en 1995.